# نیکلای گیه
نیکلای نیکلایوویچ گیه (روسی: Николай Николаевич Ге؛ ‏ ۲۷ فوریه [سبک قدیمی: ۱۵ فوریه] ۱۸۳۱ – ۱۳ ژوئن [سبک قدیمی: ۱ ژوئن] ۱۸۹۴) نقاش و نمادگرای اهل امپراتوری روسیه بود.